# Maria Savina

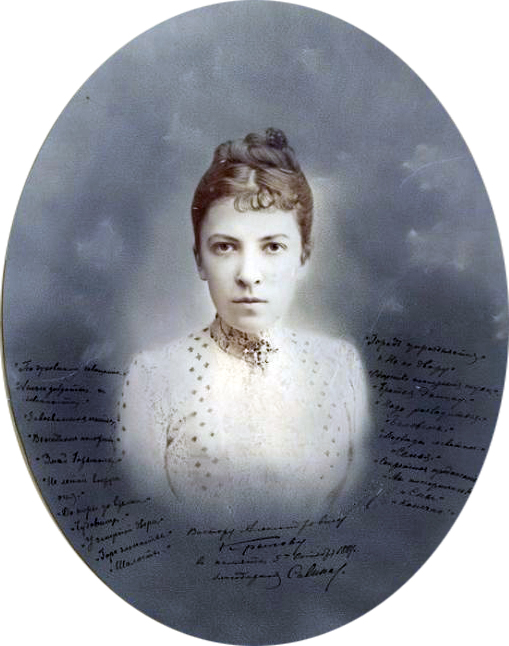
Portrait de l'actrice en 1887.

Maria Gavrilovna Savina (en russe : Ма́рья Гаври́ловна Са́вина), née le 30 mars/11 avril 1854 à Kamenets-Podolski et morte le 8/21 septembre 1915, est une actrice russe.

## biographie
Maria Savina (née Podramentsova) est la fille d'acteurs de province. Elle étudie d'abord au gymnasium féminin Marie d'Odessa. 
Elle débute en 1869 à Minsk dans la pièce La Grand-mère troublée («Бедовая бабушка»), vaudeville d'Alexandre Bajenov. Pour son premier bénéfice, elle joue la rôle de Pauline dans Une place lucrative d'Alexandre Ostrovski. En 1870, elle est intégrée à la troupe de Mikhaïl Lentov à Kharkov. Elle se marie avec l'acteur N.N. Savine (né Slavitch).
C'est Alexandra Schubert (élève de Chtchepkine) qui va vraiment former Maria Savina à l'art théâtral. L'acteur et imprésario Piotr Medvedev, dont Savina a fait partie de la troupe à Kazan, Saratov et Oriol jusqu'en 1872, exerce aussi une grande influence sur elle. Elle joue surtout dans des vaudevilles, des opérettes et des comédies. À partir de 1873, Savina est l'actrice principale du Théâtre de Saratov. Selon les souvenirs de Victor Chompoulev, la carrière de Maria Savina pendant cette période est promue par le banquier millionnaire A.P. Kovalenko, qui après sa ruine a été « remboursé » par Savina « de sa plus noire ingratitude ».

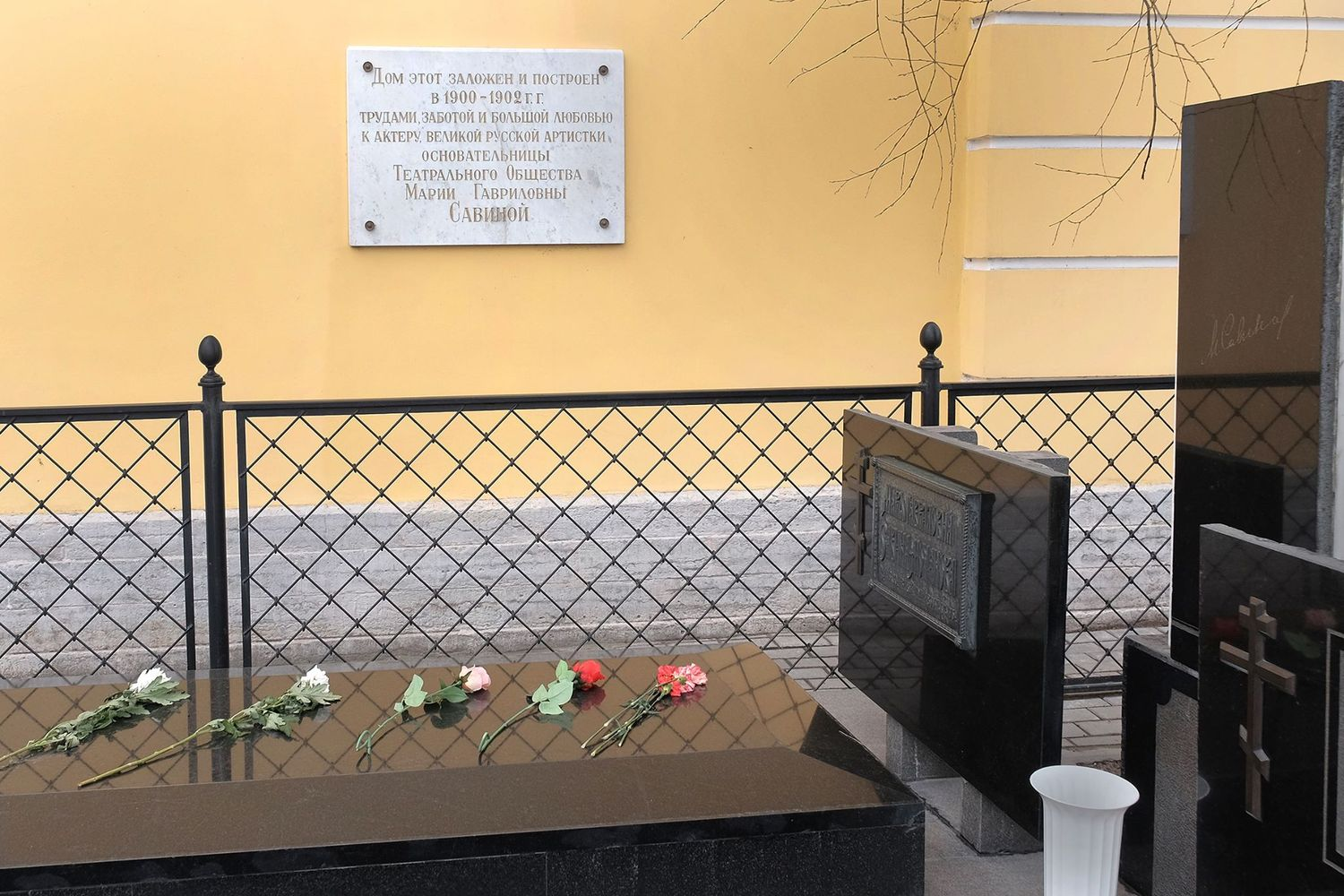
Plaque mémorielle en l'honneur de Savina sur le mur de la maison des anciens de la scène, de la Société théâtrale russe.

Savina arrive à Saint-Pétersbourg en 1874, où elle fait un début très remarqué sur la scène de l'Assemblée de la Noblesse à la suite duquel elle est invitée au Théâtre Alexandra. Elle y débute dans le rôle de Cathy dans la pièce Selon le testament, et bientôt occupe une place parmi les premières de la troupe. C'est à partir de la comédie d'Ostrovski La Vérité est bonne, mais le bonheur est meilleur en 1876 qu'elle s'assure les rôles principaux dans toutes ses nouvelles pièces.
Le public apprécie la féminité poétique de l'actrice, sa gaieté sincère de pair avec un dramatisme profondément touchant, et ses expressions atteignant un haut degré de perfection.
En 1883-1884, l'actrice préside la Société théâtrale russe. C'est à son initiative en 1896 qu'est construite la maison des anciens de la scène (maison de retraite pour les anciens acteurs); elle est aussi une des figures à l'origine de la première conférence panrusse des acteurs en 1897. En 1899, elle reçoit la distinction d'« artiste émérite » et la même année donne des représentations à Berlin et à Prague où elle est fort applaudie.
Elle meurt le 8 septembre 1915 et elle est enterrée à Pétrograd à la chapelle Saint-Nicolas de la maison de retraite des anciens acteurs à l'île de Pétrograd.

## Répertoire

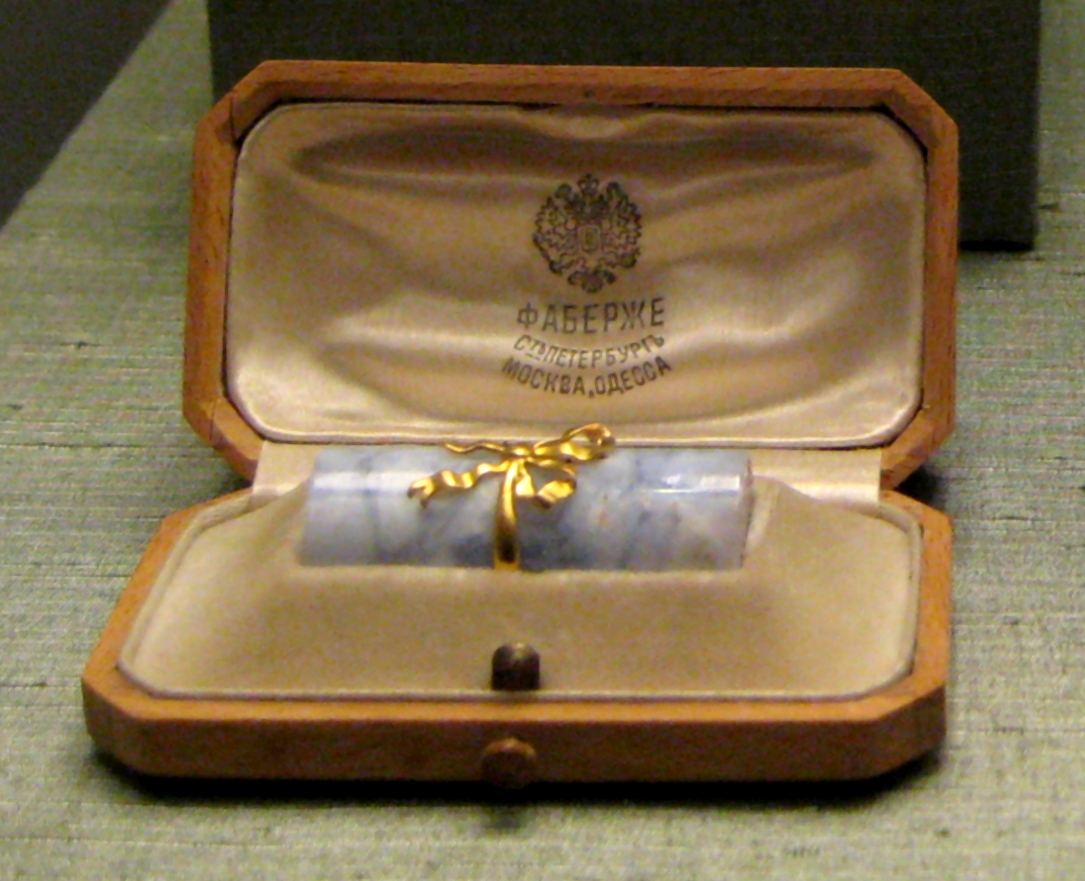
Cachet de chez Fabergé avec son monogramme МС, ayant appartenu à Maria Savina.

Le répertoire de Maria Savina est riche et divers. ce sont des rôles du genre le plus opposé, des filles naïves et ludiques dans le drame léger des contemporains aux grands types comiques ou vraiment dramatiques dans les œuvres de Gogol (Le Révizor) d'Ostrovski (La Dernière Victime, La Fille sans dot, etc.), de Potekhine (La Coupable, etc.), de Tourgueniev (Un mois à la campagne, La Provinciale) de Lope de Vega (Le Chien du jardinier), de Shakespeare (La Mégère apprivoisée).
Des dramaturges étrangers de l'époque tels que Ibsen et Sudermann ont également trouvé en elle une grande interprète ; beaucoup d'écrivains russes de cette époque lui doivent surtout le succès de leurs œuvres.

## Vie privée

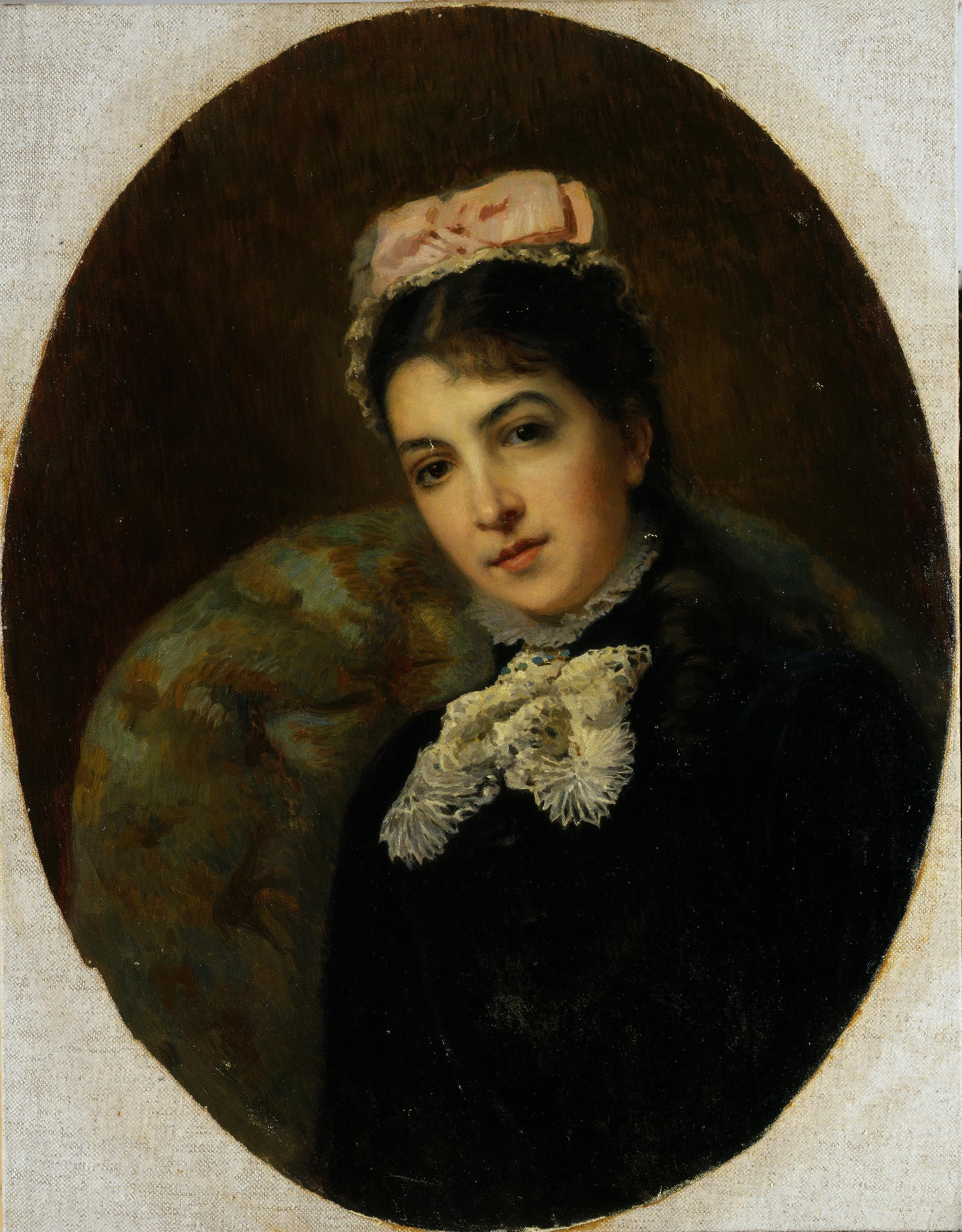
Portrati de Maria Savina par Constantin Makovski (musée de l'Ermitage).

Après cinq ans de liaison, Savina officialise son union en 1882 avec l'officier Nikita Nikititch Vsevolojski (1846-1896), fils du richissime Nikita Vsevolodovitch Vsevolojski, et passionné de théâtre. Nikita Nikititch dilapide la part qu'il lui revient de la fortune de son père et laisse Maria Savina endettée, lorsqu'ils décident de se séparer.
À partir de 1910, elle a comme amant Anatoli Moltchanov (1856-1921), mécène à la tête de la Société russe de commerce fluvial, président de la Société impériale russe de théâtre. En 1905, il avait commandé à l'architecte Mikhaïl Geisler la construction d'un hôtel particulier au 17 rue des Littérateurs, où il emménage avec Maria Savina. Après la révolution, on y ouvre à son initiative un musée consacré à l'actrice (1918-1925).

## Quelques rôles notables
- La Femme du major d'I. Spajinski —  Fénia
- La Pupille d'Ostrovski — Nadia

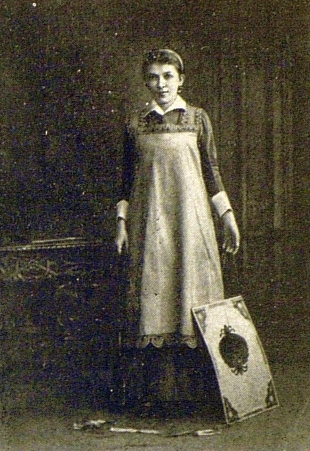
Maria Savina dans le rôle de Vérotchka, Un mois à la campagne, de Tourgueniev (1879).

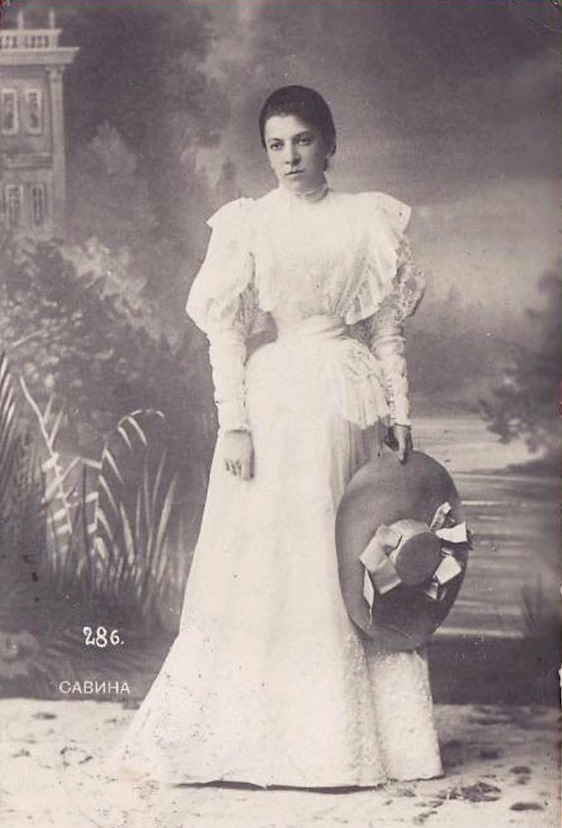
Maria Savina dans le rôle de Nathalie Petrovna, Un mois à la campagne de Tourgueniev (1893).

- 1874 — Le Pain du travail d'Ostrovski — Natacha
- 1876 — La Vérité est bonne, mais le bonheur est meilleur d'Ostrovski —  Polyxène
- 1877 — La Dernière Victime d'Ostrovski — Ioulia Touguina
- 1879 — La Sauvagesse d'Ostrovski — Varia
- 1879 — Un mois à la campagne de Tourgueniev — Vérotchka
- 1881 — Le Révizor de Gogol — Maria Antonovna
- années 1880 — une année de vie de Maria Markovitch — Olga Rantseva
- années 1880 — La Symphonie de Modeste Tchaïkovski — Elena Protitch
- années 1880 — Les Chaînes de Maria Soumbatova — Nina Volyntseva
- 1895 — La Puissance des ténèbres de Tolstoï — Akoulina
- 1899 — Le Cœur n'est pas une pierre d'Ostrovski — Véra Filippovna
- 1903 — Un mois à la campagne de Tourgueniev — Nathalie Pétrovna
- 1912 — Le Révizor de Gogol — Anna Andréïevna
- 1915— L'Anneau vert de Zinaïda Hippius — Elena Ivanovna

## Adresse à Saint-Pétersbourg et à Pétrograd
- 1908 — 8/21 septembre 1915 — rue des Littérateurs, 17[9].
- Maison des anciens de la scène Savina (rue Savina, n° 1), lieu de sa sépulture.

## Publications
- M.G. Savina Chagrins et Errances [Горести и скитания], Léningrad-Moscou, 1961.
- M. Savina et A. Koni, Correspondance 1883-1915, Léningrad-Moscou, 1938.
- Vlas Mikhaïlovitch Dorochevitch «M.G. Savina»

## Source de la traduction
- (ru) Cet article est partiellement ou en totalité issu de l’article de Wikipédia en russe intitulé « Савина, Мария Гавриловна » (voir la liste des auteurs).